# Kalmar Township, Minnesota
Kalmar Township är en ort i Olmsted County, Minnesota, USA. Folkmängden uppmättes år 2000 till 1 196 invånare. Platsen ligger utanför staden Byron.